# Simone Giannelli
Simone Giannelli (ur. 9 sierpnia 1996 w Bolzano) – włoski siatkarz, grający na pozycji rozgrywającego, reprezentant Włoch. 

## Sukcesy klubowe
Puchar Włoch:
- 2013, 2022[3], 2024[4]

Mistrzostwo Włoch:
- 2013[5], 2015[6], 2024[7]
- 2017, 2022[8]
- 2025[9]

Superpuchar Włoch:
- 2013, 2022[10], 2023[11], 2024[12]

Puchar CEV:
- 2019
- 2015, 2017

Liga Mistrzów:
- 2025[13]
- 2016, 2021

Klubowe Mistrzostwa Świata:
- 2018, 2022[14], 2023[15]
- 2016

## Sukcesy reprezentacyjne
Mistrzostwa Europy Juniorów:
- 2012

Puchar Świata:
- 2015

Mistrzostwa Europy:
- 2021
- 2023[16]
- 2015

Igrzyska Olimpijskie:
- 2016

Puchar Wielkich Mistrzów:
- 2017

Mistrzostwa Świata:
- 2022[17]

Liga Narodów:
- 2025[18]

## Nagrody indywidualne
- 2015: MVP w finale o Mistrzostwo Włoch[19]
- 2015: Najlepszy rozgrywający Mistrzostw Europy
- 2016: Najlepszy rozgrywający turnieju finałowego Ligi Mistrzów
- 2016: Najlepszy rozgrywający Ligi Światowej
- 2016: Najlepszy rozgrywający Klubowych Mistrzostw Świata
- 2017: Najlepszy rozgrywający Pucharu Wielkich Mistrzów
- 2018: Najlepszy rozgrywający Klubowych Mistrzostw Świata
- 2021: MVP Mistrzostw Europy
- 2022: MVP i najlepszy rozgrywający Mistrzostw Świata
- 2022: MVP i najlepszy rozgrywający Klubowych Mistrzostw Świata
- 2023: Najlepszy rozgrywający Klubowych Mistrzostw Świata[20]
- 2025: MVP i najlepszy rozgrywający turnieju finałowego Ligi Mistrzów[21]
- 2025: Najlepszy rozgrywający turnieju finałowego Ligi Narodów[22]